# Portada del Hospital Real de Granada

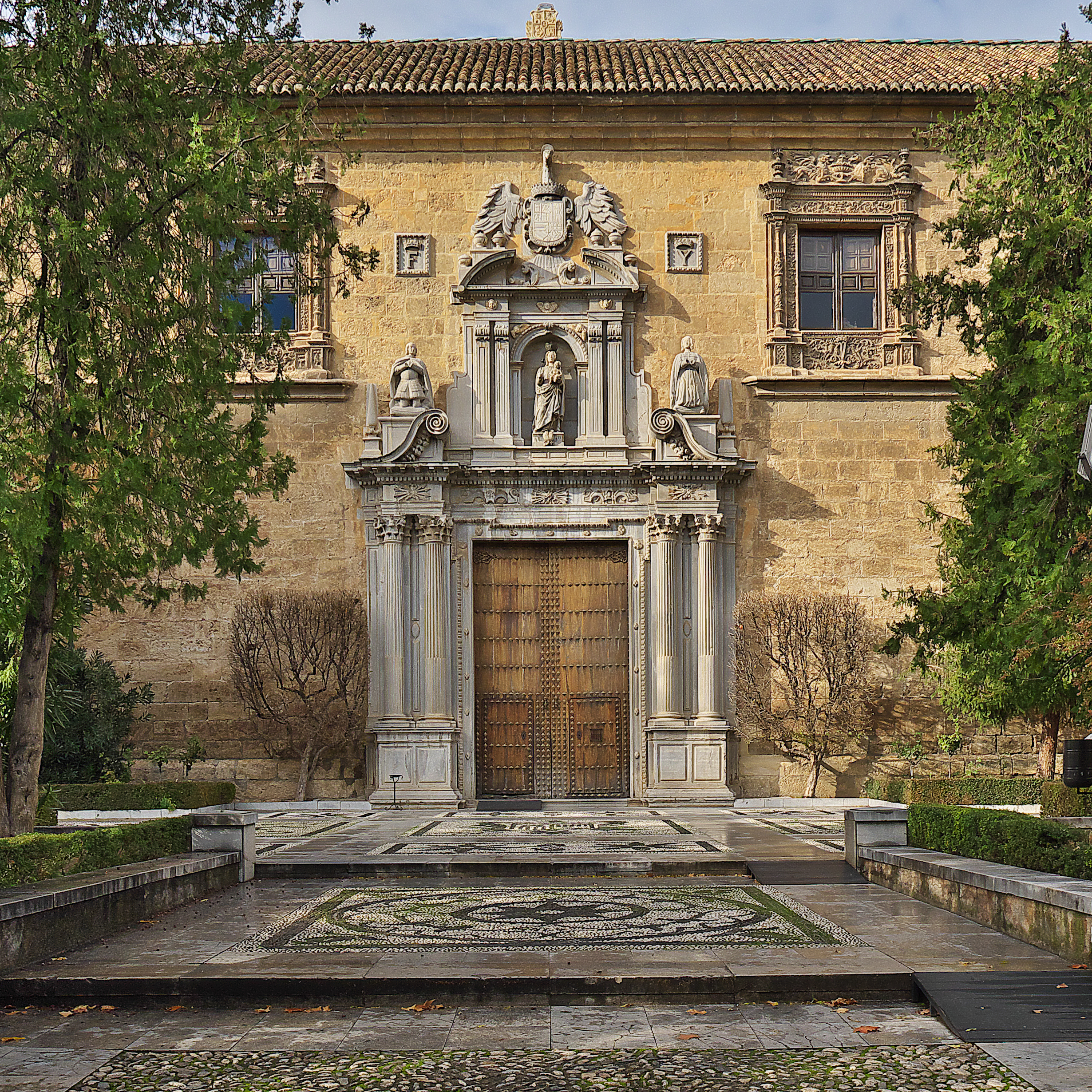
Portada del Hospital Real de Granada

La portada del Hospital Real de Granada constituye el elemento central de la fachada principal del Hospital Real de Granada y responde a un diseño de Alonso de Mena.

## Historia y descripción
La construcción de la portada se debe a una visita de Pedro de Ávila, abad del Sacromonte, en 1629. Esta supondrá un conjunto de importantes encargos a diversos artistas que trabajaban en la ciudad en el momento. El proyecto de construcción se inició en 1632, de la mano de Alonso de Mena y finalizó en 1640, siendo la portada el último elemento añadido a la fachada del Hospital Real.
Está realizada en piedra de Sierra Elvira y presenta un resumen de la simbología utilizada por lor Reyes Católicos en su programa de edificios institucionales en la ciudad de Granada. Estos símbolos, que representaron a la monarquía, son las iniciales de Ysabel y Fernando coronadas, el escudo del nuevo reino abrazado por el águila de San Juan, el yugo y las flechas (no solo como emblemas de Castilla y Aragón, sino como aglutinadores de la imagen de la nueva monarquía) y los Reyes Católicos que se presentan como orantes. 
Como elementos barrocos de la portada se puede destacar la cornisa retranqueada sobre el vano principal de acceso al edificio, así como los dos frontones que la coronan, que aparecen partidos integrando el primero una hornacina con la Virgen de la Antigua y el segundo, el escudo. La puerta está flanqueada por un juego de dobles columnas corintias sobre las que se ubica la cornisa y a la que se superponen las dos alturas superiores, rematadas con pirámides escurialenses.